# Turcifal
Turcifal is een plaats (freguesia) in de Portugese gemeente Torres Vedras en telt 3008 inwoners (2001).